# ملعب محمد حملاوي
ملعب محمد حملاوي المعروف باسم ملعب الشهيد حملاوي هو ملعب كرة قدم، يقع بقسنطينة، تم تدشينه من طرف الرئيس هواري بومدين يوم 17 يونيو 1976 وقد كان يسمى ملعب 17 جوان وقد تم تغيير اسم الملعب إلى ملعب الشهيد حملاوي تخليدا لروح هذا الشهيد الذي سقط في معركة وسط مدينة قسنطينة إبان الثورة الجزائرية ضد الاحتلال الفرنسي 1954 1962. يتسع الملعب لنحو 40000 متفرج. وهو ملعب لفرقي شباب قسنطينة ومولودية قسنطينة يمتاز بأرضيته الجميلة من العشب الطبيعي.
بالإضافة إلى كون هذا الملعب ملعب كرة القدم فهو أيضا مركب أولمبي يحتوي على مضمار ألعاب القوى الذي أنجب العديد من الأبطال العالميين والأولمبيين كحسيبة بولمرقة بطلة العلم لمسافة 1500م 3 مرات 1991, 1993, 1995 وبطلة أولمبية في أولمبياد برشلونة 1992
والبطل علي سعيدي سيف وصيف البطل الأولمبي مسافة 5000م في أولمبياد سيدني 2000.
كما يحتوي المركب على مسبح نصف أولمبي وقاعة رياضية مغطاة للرياضات الجماعية ككرة السلة وكرة اليد والكرة الطائرة
كما يحتوي على ملعب ثانوي لإجراء التدريبات.
و قد تم وضع عليه إصلاحات سنة 2007 بإعادة لأرضية ميدانه من طرف شركة هولندية، ووضع مقاعد على جميع مدرجات الملعب ليصبح بسعة 5000 متفرج .